# Najwajean
Najwajean es una agrupación musical de Trip Hop, surgida en Madrid. Esta formación se compone por Najwa Nimri, cantautora y actriz española, y Carlos Jean, músico, productor, DJ y cantante español.

## Reseña biográfica
En 1996, Najwa Nimri y Carlos Jean formaron Najwajean, un grupo que redefinió las fronteras entre la música electrónica y el pop. Su primer trabajo fue la creación del álbum No Blood en 1998, de gran éxito comercial. Fueron singles Mind your head, Take a break, I have not blood y Like those roses.
En el 2002 sacaron el álbum Selection y crearon la banda sonora de la película española Guerreros dirigida por Calparsoro, que incluyó el sencillo Human monkeys, nominado al Goya a la mejor canción.
En 2007 editaron 10 Years After, con la canción Dead For You como tema más exitoso del álbum. Este sencillo fue la sintonía del programa Versión Española de Televisión Española (TVE) y su tema más conocido.
Posteriormente, en el 2008 se creó Till It Breaks, con Crime como canción estrella, y después, tras siete años sin publicar un nuevo trabajo, produjeron Bonzo en el año 2015. En el verano de este año actuaron en La Casa Encendida y en el Teatro Price de Madrid.

## Discografía
- No Blood (1998)
- Selection (2002)
- 10 Years After (2007)
- Till It Breaks (2008)
- Bonzo (2015)